# Petalismo
Na antiga cidade de Siracusa, na Sicília, o petalismo era uma forma de punição semelhante ao ostracismo (em grego clássico: ὀστρακισμός) em Atenas. Em uma votação especial, os cidadãos escreviam em folhas (πέτᾰλᾰ "folhas") os nomes das pessoas a quem eles pretendiam banir da vida pública. Em Atenas, os nomes eram escritos nos óstracos (lit. conchas). Um certo número de votos poderia mandar a vítima ao exílio. O termo grego petalismós (πεταλισμός) é utilizado pelo historiador Diodoro Sículo, que se reporta a prática na sua Bibliotheca historica, Livro 11.